# District historique d'Headquarters
Le district historique d'Headquarters – ou Headquarters Historic District en anglais – est un district historique dans le comté de Flathead, dans le Montana, aux États-Unis. Protégé au sein du parc national de Glacier, il est composé de plusieurs bâtiments dans le style rustique du National Park Service. Il est inscrit au Registre national des lieux historiques depuis le 19 janvier 1996.